# Christian Arslanian
Christian Carlos Arslanian (10 aprile 1977) è uno schermidore argentino, specializzato nel fioretto.

## Palmarès
In carriera ha conseguito i seguenti risultati:
- Giochi panamericani:

Mar del Plata 1995: bronzo nel fioretto a squadre.